# 米ノ峠
座標: 北緯35度53分25.9秒 東経136度1分12.6秒 / 北緯35.890528度 東経136.020167度

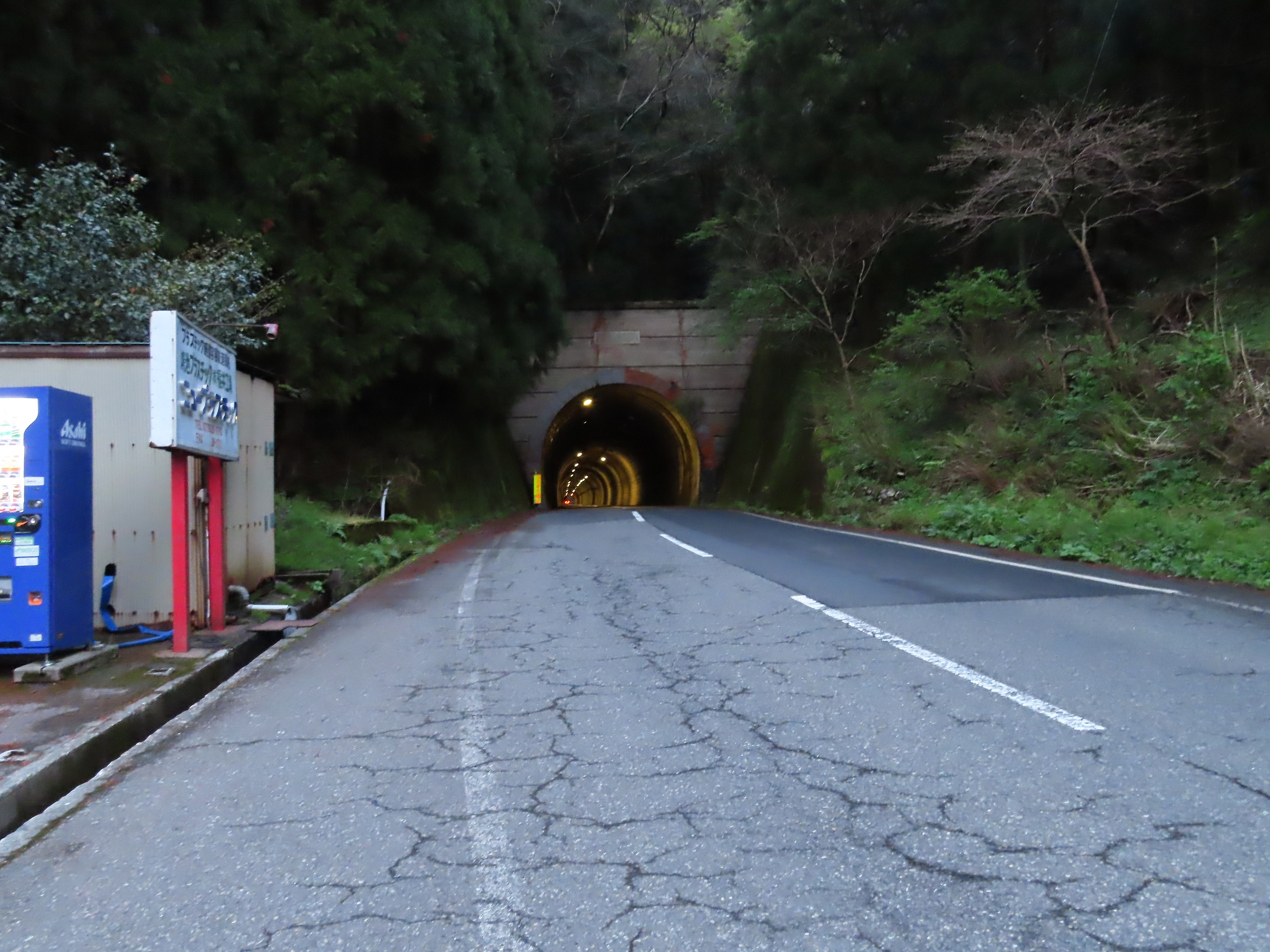
峠の直下を通る干飯トンネル（2023年4月撮影）

米ノ峠（こめのとうげ）は、福井県越前市と丹生郡越前町とを隔てる主要地方道上にある峠である。

## 概要
標高454mの福井県道19号上にある峠である。現在は直下を干飯トンネルが貫通しており、ここが峠となっている。正確には越前西部林道1号と同2号線の中間に位置している。古くから国境の峠として認知されており、越前市古くは武生市と越前町を隔てる難所としてその名を残している。

## 道路状況
全線舗装された主要地方道らしい道路を備えている峠である。越前市から越える場合、干飯トンネルまでは片側1車線が確保される県道であるが、越前町側は狭路の続く山岳系の険道となっており、ブラインドカーブが多く勾配も急である。しかし現在この区間の改良工事が進んでおり、近い将来走りやすい道となることが予想される。

## 峠へのアクセス
- 越前町より
  - 国道305号 - 福井県道19号 - 米ノ峠 - 越前市
- 越前市より
  - 国道8号 - 福井県道19号 - 米ノ峠 - 越前町